# Shaban Nditi
Shaban Nditi (ur. 5 marca 1983) – tanzański piłkarz występujący na pozycji pomocnika. Zawodnik klubu Mtibwa Sugar FC.

## Kariera klubowa
Nditi karierę rozpoczynał w 2002 roku w zespole Mtibwa Sugar FC. Grał tam przez 4 sezony. W 2006 roku odszedł do drużyny Simba SC. W 2008 roku zdobył z nią mistrzostwo Tanzanii. Po tym sukcesie wrócił do Mtibwa Sugar FC.

## Kariera reprezentacyjna
W reprezentacji Tanzanii Nditi zadebiutował w 2002 roku.